# بدلة أنفية

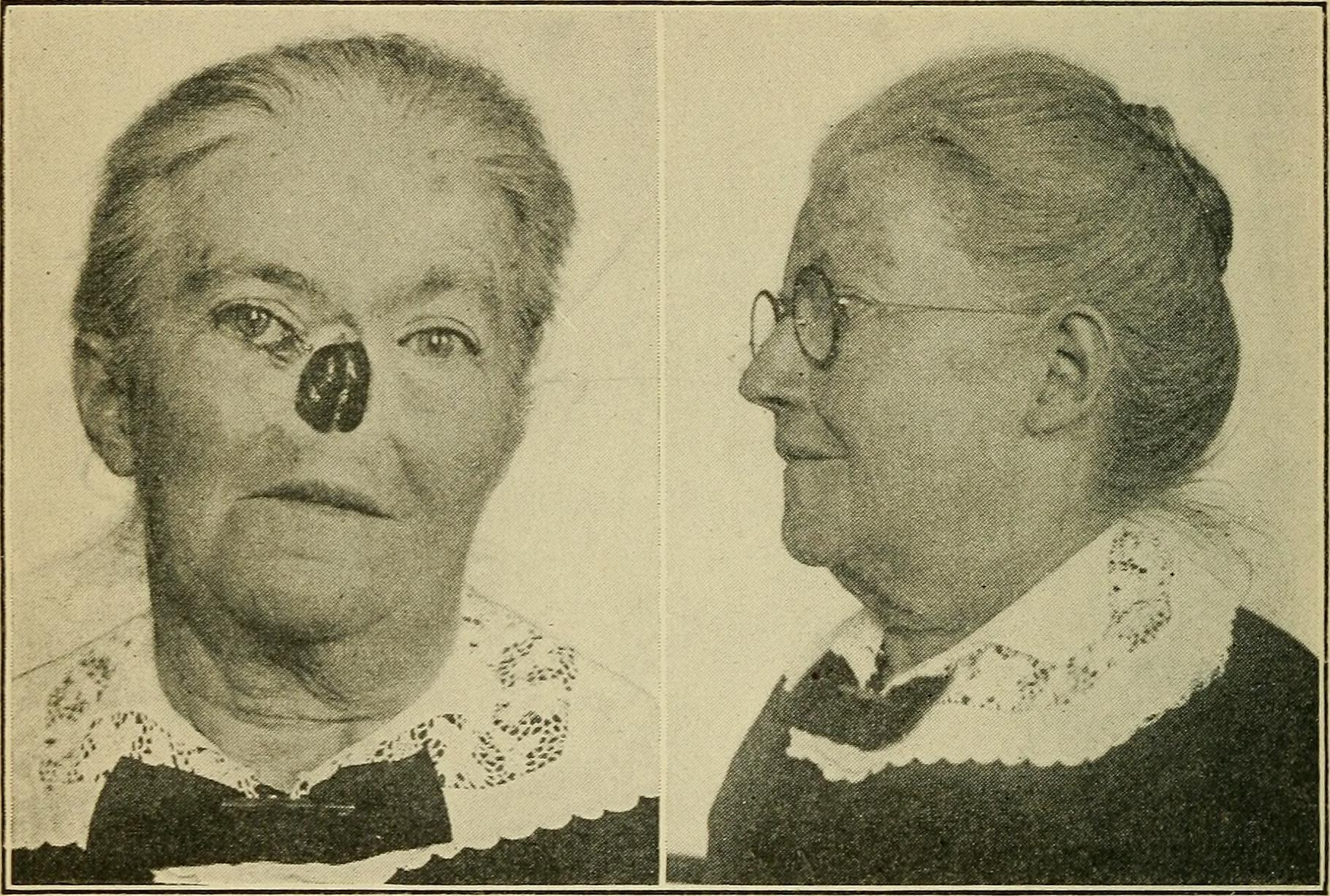
بدلة أنفية (1918)

بدلة أنفية أو طرف صناعي أنفي (بالإنجليزية: Nose prosthesis)‏، هو نوع من أنواع البدلات الوجهية القحفية (craniofacial prosthesis) والتي تُستَخدم لاستبدال الأنف المُستَأصل. البدلات الأنفية الحديثة مصنوعة من ثنائي ميثيل السيلوكزان؛ وهي مادة مرنة مصنوعة لتتوافق مع حركات جلد الوجه. ويتم الاحتفاظ بها وفقاً للمريض إما باستخدام مادة لاصقة أو تثبيتها في عظم الأنف.